# Julio Chaná
Julio Chaná Cariola (Santiago, 1 de mayo de 1909 - Santiago, 11 de agosto de 1995) fue un abogado, académico y dirigente gremial chileno. Se desempeñó como ministro de Estado en la cartera de Minería durante el gobierno del presidente Jorge Alessandri.

## Biografía
Fue hijo de Julio Chaná Reclus y de Ana Cariola Villagrán. Su hermano Pedro fue embajador de Chile en Portugal (1962-1965).
Estudió en el Colegio San Pedro Nolasco de Santiago y luego derecho en la Escuela de ese ramo de la Pontificia Universidad Católica (PUC), alcanzando su título el año 1931. En lo sucesivo enseñaría derecho comercial tanto a estudiantes de leyes como de economía.
Entre 1954 y 1964 ocupó el cargo de decano de la Facultad de Ciencias Económicas y Sociales de la Universidad Católica. También fue presidente de la Académica Jurídica y doctor honoris causa de la misma casa de estudios.
Fue abogado integrante de la Corte Suprema (1954-1964) y de la Corte de Apelaciones (1988), además de superintendente de Compañías de Seguros, Sociedades Anónimas y Bolsas de Comercio (1952-1962).
Desde su alto cargo universitario ejerció de promotor del convenio del 30 de marzo de 1956 con la Universidad de Chicago para perfeccionamientos, que dio origen al grupo de estudiantes denominados Chicago Boys, los cuales liderarían las transformaciones a la economía del país durante la dictadura militar que encabezó el general Augusto Pinochet entre 1973 y 1990.
A comienzos de los años 60 ocupó por cinco meses el cargo de ministro de Minería por encargo de Alessandri Rodríguez.
En su faceta gremial, fue presidente de la Cámara de Comercio de Santiago (1980-1985) y de la Cámara Nacional de Comercio (1985-1986).